# Wolanka (rejon samborski)
Wolanka (ukr. Волянка) – wieś na Ukrainie w rejonie samborskim obwodu lwowskiego.
W Wolance urodził się Wit Rzepecki (1909-1989), lekarz chirurg płuc. W latach 20. II Rzeczypospolitej w miejscowej siedmioklasowej szkole powszechnej męskiej pracowała Izydora Hermanowska.